# Fiorenzo di Lorenzo
Fiorenzo di Lorenzo (1440 — 1522) foi um pintor italiano da escola da Úmbria. Viveu e trabalhou em Perugia, onde a maioria de suas autênticas obras estão preservadas na Pinacoteca de Perugia e Galeria Nacional da Úmbria.
Pouco se sabe sobre sua vida. De seu nascimento e patronagem nada se sabe e Vasari nem mesmo o menciona, embora afirma que Cristofano, filho de Perugino, foi enviado para estudar arte com um mestre em Perugia, que provavelmente deve ser Lorenzo. 
As obras hoje atribuídas a Lorenzo são variadas em estilo e ainda há debate sobre qual foi seu mestre. Pisanello, Verrocchio, Benozzo Gozzoli, Antonio Pollaiuolo, Benedetto Bonfigli, Mantegna, Squarcione, Filippo Lippi, Signorelli and Ghirlandajo podem ter sido mestres de Lorenzo. A maior probabilidade é que tenha estudado com Bonfigli e foi influenciado por Gozzoli.
A National Gallery de Londres e museus de Berlim e Frankfurt possuem Madonnas atribuídas a ele, mas esse fato ainda está cercado de dúvidas. 